# Fox River Valley Gardens
Port Barrington és una població dels Estats Units a l'estat d'Illinois. Segons el cens del tenia 788 habitants.

## Demografia
Segons el cens del 2000, Port Barrington tenia 788 habitants, 295 habitatges, i 233 famílies. La densitat de població era de 310,5 habitants/km².
Dels 295 habitatges en un 38,3% hi vivien nens de menys de 18 anys, en un 70,2% hi vivien parelles casades, en un 4,4% dones solteres, i en un 21% no eren unitats familiars. En el 16,3% dels habitatges hi vivien persones soles el 4,7% de les quals corresponia a persones de 65 anys o més que vivien soles. El nombre mitjà de persones vivint en cada habitatge era de 2,67 i el nombre mitjà de persones que vivien en cada família era de 2,99.
Per edats la població es repartia de la següent manera: un 26,8% tenia menys de 18 anys, un 3,3% entre 18 i 24, un 43,3% entre 25 i 44, un 20,3% de 45 a 60 i un 6,3% 65 anys o més.
L'edat mediana era de 35 anys. Per cada 100 dones de 18 o més anys hi havia 94,9 homes.
La renda mediana per habitatge era de 83.508 $ i la renda mediana per família de 88.700 $. Els homes tenien una renda mediana de 66.346 $ mentre que les dones 38.942 $. La renda per capita de la població era de 41.284 $. Aproximadament l'1,2% de les famílies i el 2,5% de la població estaven per davall del llindar de pobresa.

## Poblacions més properes
El següent diagrama mostra les poblacions més properes.